# Arthrospora subacclinis
Артроспора субакклініс (Arthrospora subacclinis) — вид лишайників роду Артроспора (Arthrospora). Сучасну біномінальну назву надано у 1896 році. 

## Будова
Епіфітний вид лишайників.

## Поширення та середовище існування
Ендемік Алжиру.